# Grigori Korobov
Grigori Andreyevich Korobov (tiếng Nga: Григорий Андреевич Коробов; sinh ngày 10 tháng 6 năm 1997) là một cầu thủ bóng đá người Nga thi đấu cho FC Znamya Truda Orekhovo-Zuyevo.

## Sự nghiệp câu lạc bộ
Anh có màn ra mắt tại Giải bóng đá chuyên nghiệp quốc gia Nga cho FC Znamya Truda Orekhovo-Zuyevo ngày 10 tháng 4 năm 2016 trong trận đấu với FC Dolgoprudny.